# Чаус, Николай Алексеевич
Николай Алексеевич Чаус (род. 13 декабря 1966) — судья Днепровского райсуда Киева, принимал решения против Автомайдана и подлежал люстрации согласно закону, находясь в списке на люстрацию Министерства юстиции. Люстрирован не был.

## Биография
В 2012 году против Чауса открыли дисциплинарное дело но он смог остаться на своем посту. Судья неоднократно вызывал подозрение в нарушении закона, но всегда выходил из ситуации.
Зимой 2014 года Чаус вынес приговор по фальсифицированным делам против активистов автомайдана.
Н. Чаус снял с розыска и запретил проводить следственные действия против криминального «авторитета» Юрия Иванющенко после чего преступник и криминальный миллиардер смог выехать из РФ на свою виллу в Монако.
Народный депутат Сергей Лещенко считает, что «Чаус — это карманный судья Администрации президента». Адвокаты давно называют судью одним из главных фальсификаторов дел в Киеве.
Вёл дело Геннадия Корбана. Адвокат активистов Автомайдана Роман Маселко: 

Судья Чаус и дело Корбана. Скажу сразу — я очень критически отношусь к Корбану, никоим образом не привлечен к его защите, не хочу и не планирую этого делать. В этой ситуации меня больше интересует лицо судьи Чауса, который стал главным в деле Корбана. Так сложилось, что я помогал Константину Велищеву, которого судья Чаус во времена Майдана лишил прав управления на 6 месяцев за поездку в Межигорье 29.12.13. Костя вообще не ездил в тот день в Межигорье и его авто было целый день в гараже. Но на судью Чауса это не произвело никакого впечатления. В этот же день Чаус лишил права управления ещё как минимум одного водителя, который хотел поехать в гости к Януковичу. Интересный факт — при рассмотрении других дел по ст.122-2, которые не касались Майдана судья НИ разу не лишал водителей прав. А тут проявил такую принципиальность и к двум гражданам без надлежащих доказательств применил максимальную санкцию. Для меня это очевидно — Чаус, как и ещё более 120 других судей, выполнял указания по преследованию участников Автомайдана и вынес заведомо неправосудное решение, что является тяжким преступлением
В 2015 году Временная специальная комиссия проверив действия Чауса о лишении прав и решила, что он нарушил присягу и должен быть уволен. Но уволен он не был.
9 августа 2016 года был задержан при получении взятки в $150 000. Взятка была для вынесения «нужного решения» в уголовном производстве по торговле наркотиками. Николай Чаус подозревал, что им занимается НАБУ, и потребовал поднять взятку со $100000 до $150000, заявил глава Национального антикоррупционного бюро Артем Сытник. Полученные деньги судья закапывал на своём огороде в литровых банках. Несмотря на то, что судью поймали на взятке арестовать его не смогли так как Верховная Рада не дала на это разрешение. Запрос о согласии на задержание Чауса послали в Верховную Раду. На следующий день после уличения в крупной валютной взятке судья на работу не пришел. По мнению депутата от фракции «Радикальная партия» Игоря Мосийчука внеочередного заседания не будет так как судье Чаусу специально дали сбежать. Народный депутат Александр Кодола сказал, что судье дали сутки, чтобы сбежать.
По словам украинского олигарха Александра Онищенко, судья Чаус бежал в Молдавию при пособничестве людей из близкого окружения Петра Порошенко.
11 августа 2016 года детективы Национального антикоррупционного бюро Украины провели обыск у Чауса.
14 июня 2023 года осужден Высшим Антикоррупционным Судом Украины к 10 годам тюрьмы.